# Shenzhen International Holdings
Shenzhen International Holdings Limited («Шэньчжэнь Интернэшнл Холдингс») — китайский государственный многопрофильный конгломерат, основные интересы которого сосредоточены в сфере недвижимости, строительства, коммунального хозяйства, инфраструктуры, логистики и защиты окружающей среды. Официально зарегистрирован на Бермудских островах.

## История
В марте 2005 года Shenzhen International Holdings приобрёл платную магистраль Wuhuang Expressway, в ноябре 2005 года увеличил свою долю в капитале Shenzhen Western Logistics, в декабре 2005 года реструктуризировал свою долю в Shenzhen Expressway Company. В декабре 2006 года Shenzhen International Holdings купил 40 % акций Shenzhen Western Logistics и продал 5 % акций Shenzhen Meiguan Highway Company; в июле 2007 года купил 33,3 % акций Shenzhen South-China International Logistics и 39 % акций Shenzhen EDI Company; в октябре 2007 года купил 100 % акций Shenzhen Shen Guang Hui Highway Development и 100 % акций Shenzhen Bao Tong Highway Construction and Development.
В январе 2008 года Shenzhen International Holdings передал под управление Shenzhen Expressway Company оператора автодорог Longda Expressway Company; в марте 2008 года инвестировал средства в строительство причалов и логистического центра в порту Сиба на территории Nanjing Chemical Industrial Park; в апреле 2008 года купил ещё 40 % акций Shenzhen Western Logistics и продал 35 % акций Grand Autopark Company; в июне 2008 года купил 55,4 % акций Yantai Beiming Logistics.
В декабре 2008 года Shenzhen International Holdings купил 51 % акций Shenzhen Huatongyuan Logistics; в июне 2009 года купил 45 % акций восточной секции Shenzhen Airport-Heao Expressway; в январе 2012 года купил 24 % акций авиакомпании Shenzhen Airlines, увеличив свою долю до 49 % акций. В мае 2020 года Ли Хайтао занял пост председателя холдинга.

## Деятельность
Shenzhen International Holdings занимается эксплуатацией и управлением платными автомагистралями; эксплуатацией ветряных электростанций; продажей энергетического оборудования; строительством комплексов по утилизации бытовых отходов; строительством, эксплуатацией и управлением логистическими парками; предоставлением логистических, портовых, информационных и финансовых услуг; развитием жилых, офисных и торговых комплексов.
По итогам 2021 года основные продажи пришлись на платные дороги и защиту окружающей среды (70,9 %), портовые и сопутствующие услуги (14,6 %), логистические парки (7,4 %) и логистические услуги (5,3 %). Вся выручка холдинга пришлась на материковый Китай.

## Основные активы
В состав Shenzhen International Holdings входит несколько десятков аффилированных компаний:

### Логистические парки
Основные логистические активы Shenzhen International Holdings расположены в городах Шэньчжэнь, Чжаньцзян, Чжуншань, Наньчан, Чанша, Юэян, Чунцин, Чэнду, Куньмин, Нинбо, Цзиньхуа, Ханчжоу, Шанхай, Наньтун, Сучжоу, Уси, Сюйчжоу, Хэфэй, Ухань, Чжэнчжоу, Шицзячжуан, Тяньцзинь, Шэньян и Сиань. В состав шэньчжэньского South China Logistics Park также входит несколько торговых центров и автосалонов (в том числе аутлет и винные склады), офисы и электронная платформа логистических услуг.  
- Shenzhen South China Logistics Park (100 %)
- Shenzhen Western Logistics Park (100 %)
- Shenzhen International Kunshan Integrated Logistics Hub (100 %)
- Shenzhen International Wuhan Dongxihu Integrated Logistics Hub (100 %)
- Shenzhen International Nanchang Integrated Logistics Hub (100 %)
- Shenzhen International Wuxi Integrated Logistics Hub (100 %)
- Shenzhen International Hangzhou Integrated Logistics Hub (100 %)
- Shenzhen International Guizhou Integrated Logistics Hub (100 %)
- Shenzhen International Ningbo Integrated Logistics Hub (100 %)
- Shenzhen International Changsha Integrated Logistics Hub (100 %)
- Shenzhen International Tianjin Zhonglong Integrated Logistics Hub (100 %)
- Shenzhen International Chongqing Integrated Logistics Hub (100 %)
- Shenzhen International Shanghai Qingpu Integrated Logistics Hub (100 %)
- Shenzhen International Zhongshan Integrated Logistics Hub (100 %)
- Shenzhen International Kunming Integrated Logistics Hub (100 %)
- Shenzhen International Yiwu Integrated Logistics Hub (100 %)
- Shenzhen International Xian Integrated Logistics Hub (100 %)
- Shenzhen International Hefei Integrated Logistics Hub (90 %)
- Shenzhen International Shenyang Integrated Logistics Hub (85 %)
- Shenzhen International Kanghuai E-Commers Center (70 %)
- Shenzhen International Shandong Booming Total Logistics Park (55 %)
- Shenzhen Airport Express Center (50 %)
- Shenzhen International Shijiazhuang Integrated Logistics Hub (25 %)

### Логистические услуги
Shenzhen International Holdings предоставляет весь спектр логистических услуг, включая управление цепями поставок, управление складами и складскими запасами, перевалка грузов в портах Шэньчжэня, Гуанчжоу, Яньтая, Тяньцзиня и Даляня, «умные» медицинские склады и склады-холодильники (среди крупнейших клиентов — Huawei и Evergrande Group).
- Shenzhen International Supply Chain Management (100 %)
- Shenzhen International Supply Chain Management Nanjing (100 %)
- Shenzhen International Modern Logistics Microfinance (100 %)
- Shenzhen EDI (80 %)
- Shenzhen Total Logistics Service (51 %)
- Shenzhen International Huazhang Logistics Industry Private Equity Funds Management (38 %)

### Портовые услуги
Основные портовые активы Shenzhen International Holdings сосредоточены в Нанкине, на территории Nanjing Chemical Industry Park (перевалка угля и контейнеров), а также в Цзинцзяне, Фынчэне и Шэньцю.
- Фаза № 1 Nanjing Xiba Port (70 %)
- Фаза № 2 Nanjing Xiba Port (70 %)

### Платные автомагистрали
Shenzhen International Holdings через свои дочерние структуры строит и эксплуатирует платные автомагистрали и другую транспортную инфраструктуру в провинции Гуандун (включая освещение дорог и снятие платы за проезд). По состоянию на конец 2020 года компания управляла 17 проектами общей протяженностью около 1 тыс. км.
- Shenzhen Expressway Company (51 %)
  - Nanjing Wind Power Company

### Недвижимость
Shenzhen International Holdings владеет в Шэньчжэне обширными земельными участками, на которых развивает жилые, офисные и торговые комплексы.

### Другие активы
Кроме профильных активов (логистика и транспортная инфраструктура) Shenzhen International Holdings инвестирует в авиаперевозки и другие сферы деятельности:
- Shenzhen Airlines (49 %)
- Sinotrans Shenzhen International Logistics (40 %)
- Hubei Prolog Technology (11 %)
- Air China Cargo (10 %)
- CSG Holding (1,3 %)

Совместное предприятие Sinotrans и Shenzhen International Holdings эксплуатирует грузовые поезда, следующие по маршруту Шэньчжэнь — Дуйсбург. Hubei Prolog Technology является ведущей компанией в области интеграции интеллектуальных складских систем.

## Акционеры
Контрольный пакет акций Shenzhen International Holdings (более 44,4 %) принадлежит группе Shenzhen Investment Holding, подконтрольной правительству Шэньчжэня. Среди других акционеров — Hermes Investment Management (4,62 %), BlackRock (2,37 %), The Vanguard Group (1,81 %), UBS (1,72 %) и Dimensional Fund Advisors (1,22 %).